# Babydoll

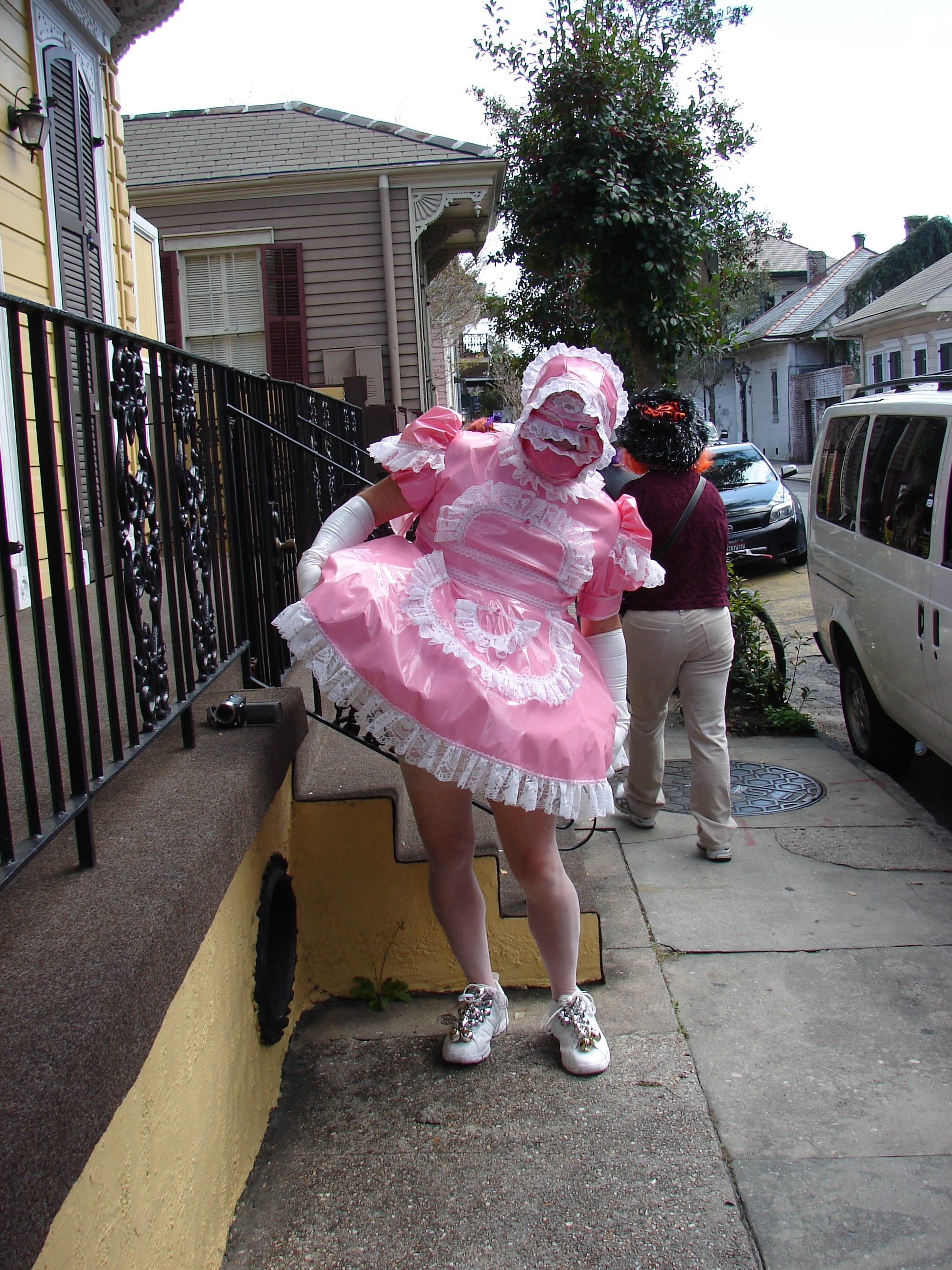
Babydoll

Babydoll är en klädstil som ofta är "söt". Kan exempelvis vara ljusrosa, vita och svarta kläder, gärna tyll och söta strumpbyxor.
Babydoll-stilen som den ser ut 2007 slog igenom med musikstilen grunge runt år 1994. Ledare för stilen var Courtney Love som då spelade med bandet Hole och Kat Bjelland som spelade med Babes in Toyland. Det var då inte lika vanligt med att spela 'hård' musik och samtidigt se söt ut i till exempel små klänningar och söta strumpbyxor.